# ダン・ボビッシュ
ダン・ボビッシュ（Dan Bobish、1970年1月26日 - ）は、アメリカ合衆国の元男性総合格闘家。オハイオ州クリーブランド出身。ストロングスタイル・ファイトチーム所属。元KOTC世界スーパーヘビー級王者。

## 来歴
かつては2年間、マイク・タイソンのボディーガード兼スパーリングパートナーを務めていた。
2002年2月9日、KOTC世界スーパーヘビー級王座決定戦でエリック・ペレと対戦し、タオル投入でTKO勝ちを収め王座獲得に成功した。
2002年8月2日、KOTC世界スーパーヘビー級タイトルマッチでジミー・アンブリッツと対戦し、マウントパンチでギブアップ負けを喫し王座陥落となった。
2003年9月26日、WJプロレス主催のX-1のメインイベントでベイシル・キャストーと対戦し、タオル投入でTKO勝ち。
2003年11月9日、PRIDE初参戦となったPRIDE GRANDPRIX 2003 決勝戦でゲーリー・グッドリッジと対戦し、開始18秒でTKO負け。
2004年10月31日、PRIDE.28でマーク・ハントと対戦し、左ミドルキックでTKO負け。
2007年10月19日、カナダで開催されたHCFでエメリヤーエンコ・アレキサンダーと対戦し、フロントチョークで一本負け。
現在は格闘技を引退し、認定補聴器技能者として働いている。

## 戦績
| 総合格闘技 戦績 | 総合格闘技 戦績 | 総合格闘技 戦績 | 総合格闘技 戦績 | 総合格闘技 戦績 | 総合格闘技 戦績 | 総合格闘技 戦績 |
| --------------- | --------------- | --------------- | --------------- | --------------- | --------------- | --------------- |
| 26 試合         | (T)KO           | 一本            | 判定            | その他          | 引き分け        | 無効試合        |
| 17 勝           | 8               | 9               | 0               | 0               | 0               | 0               |
| 9 敗            | 5               | 4               | 0               | 0               | 0               | 0               |

| 勝敗 | 対戦相手                         | 試合結果                             | 大会名                                                           | 開催年月日     |
| ×    | エメリヤーエンコ・アレキサンダー | 1R 1:09 フロントチョーク             | HCF: Title Wave                                                  | 2007年10月19日 |
| ○    | ネイト・エディ                   | 1R 1:26 TKO（パンチ連打）            | NAAFS: Fight Night in the Flats 3                                | 2007年6月9日   |
| ○    | クリス・クラーク                 | 1R 1:36 V1アームロック               | NAAFS: Caged Vengeance 3                                         | 2006年12月2日  |
| ○    | ダン・エバンセン                 | 1R 1:25 ギブアップ                   | Xtreme Fight Series 2                                            | 2006年10月14日 |
| ○    | マット・エッカール               | 1R 0:31 ギブアップ                   | Fightfest 6                                                      | 2006年9月23日  |
| ○    | エリック・ノックス               | 1R 1:01 KO（パンチ）                 | NAAFS: Fight Night in the Flats 2                                | 2006年6月10日  |
| ○    | クリス・クラーク                 | 1R 1:00 腕ひしぎ十字固め             | Fightfest 3                                                      | 2006年5月6日   |
| ×    | ベン・ロズウェル                 | 1R 4:20 KO（膝蹴り）                 | Gracie FC: Team Gracie vs. Team Hammer House                     | 2006年3月3日   |
| ○    | ジョーイ・スミス                 | 1R 0:21 ギブアップ（パンチ連打）     | KOTC 64: Raging Bull                                             | 2005年12月16日 |
| ○    | ルーベン・ビシャレアル           | 1R 0:55 TKO（パンチ連打）            | KOTC 48: Payback                                                 | 2005年2月25日  |
| ×    | マーク・ハント                   | 1R 6:23 TKO（左ミドルキック）        | PRIDE.28                                                         | 2004年10月31日 |
| ×    | イゴール・ボブチャンチン         | 2R 1:45 TKO（マウントパンチ）        | PRIDE.27 TRIUMPHAL RETURN                                        | 2004年2月1日   |
| ×    | ゲーリー・グッドリッジ           | 1R 0:18 TKO（スタンドパンチ連打）    | PRIDE GRANDPRIX 2003 決勝戦                                      | 2003年11月9日  |
| ○    | ベイシル・キャストー             | 1R 1:33 TKO（タオル投入）            | X-1                                                              | 2003年9月6日   |
| ×    | ジミー・アンブリッツ             | 1R 0:46 ギブアップ（マウントパンチ） | KOTC 16: Double Cross 【KOTC世界スーパーヘビー級タイトルマッチ】 | 2002年8月2日   |
| ○    | マイク・カイル                   | 1R 3:25 ギブアップ（パンチ連打）     | KOTC 13: Revolution 【KOTC世界スーパーヘビー級タイトルマッチ】   | 2002年5月17日  |
| ○    | エリック・ペレ                   | 2R 1:10 TKO（タオル投入）            | KOTC 12: Cold Blood 【KOTC世界スーパーヘビー級王座決定戦】       | 2002年2月9日   |
| ○    | ブレット・ホッグ                 | 1R 0:27 V1アームロック               | RSF 5: New Blood Conflict                                        | 2001年10月27日 |
| ×    | マーク・ケアー                   | 1R 1:38 ギブアップ                   | UFC 14: Showdown 【ヘビー級トーナメント 決勝】                   | 1997年7月27日  |
| ○    | ブライアン・ジョンストン         | 1R 2:10 TKO（パウンド）              | UFC 14: Showdown 【ヘビー級トーナメント 準決勝】                 | 1997年7月27日  |
| ×    | カーロス・バヘット               | 1R 7:47 三角絞め                     | Universal Vale Tudo Fighting 6 【準決勝】                        | 1997年3月3日   |
| ○    | ジュシアール・イポリト           | 1R 0:05 KO（パンチ連打）             | Universal Vale Tudo Fighting 6 【1回戦】                         | 1997年3月3日   |
| ○    | ジョー・チャールズ               | 1R 4:42 前腕チョーク                 | World Fighting Federation                                        | 1997年2月14日  |
| ×    | ケビン・ランデルマン             | 1R 5:50 ギブアップ（マウントパンチ） | Universal Vale Tudo Fighting 4 【決勝】                          | 1996年10月22日 |
| ○    | デイブ・ベネトゥー               | 1R 4:44 TKO（カット）                | Universal Vale Tudo Fighting 4 【準決勝】                        | 1996年10月22日 |
| ○    | マウロ・ベルナルド               | 1R 1:40 前腕チョーク                 | Universal Vale Tudo Fighting 4 【1回戦】                         | 1996年10月22日 |

## 獲得タイトル
- 初代KOTC世界スーパーヘビー級王座（2002年）